# Trasalva
Trasalva (llamada oficialmente San Pedro de Trasalba) es una parroquia y un lugar del municipio español de Orense, en la provincia de Orense, Galicia.

## Toponimia
La parroquia también es conocida por el nombre de San Pedro de Trasalva.

## Organización territorial
La parroquia está formada por una entidad de población:
- Fechos

## Demografía
Gráfica demográfica del lugar de Fechos y la parroquia de Trasalva según el INE español:
| Gráfica de evolución demográfica de Trasalva entre 2000 y 2023 |
|                                                                |
| Datos según el nomenclátor publicado por el INE.               |